# Larinopoda bibundica
Larinopoda bibundica är en fjärilsart som beskrevs av Embrik Strand 1914. Larinopoda bibundica ingår i släktet Larinopoda och familjen juvelvingar. Inga underarter finns listade i Catalogue of Life.